# Izworowo (obwód Chaskowo)
Izworowo (bułg. Изворово) – wieś w południowej Bułgarii, w obwodzie Chaskowo, w gminie Charmanli. Według danych Narodowego Instytutu Statystycznego, 31 grudnia 2011 roku wieś liczyła 257 mieszkańców.
Wieś znajduje się u podnóża góry Sakar. Znajduje się tu wiele małych zbiorników retencyjnych.
W miejscu Kaleto zakłada się, że istniał tutaj rzymski stadion Castra Rubra.
Znane osoby
- Stefan Botew – medalista olimpijski w podnoszeniu ciężarów
- Dimo Stankow – dyplomata
- Dobri Terłeszew – minister